# Джугашвили, Вано
Вано́ (Иуане) Джугашви́ли (груз. ვანო ჯუღაშვილი; XIX век) — дед Иосифа Сталина по отцовской линии.

## Биография
Информация о биографии Вано Джугашвили крайне скудна и противоречива. Вано родился в начале XIX века в семье крестьянина Зазы Джугашвили. По одним данным место его рождения — грузинское село Диди-Лило, по другим он перебрался в Диди-Лило только после смерти своего отца. Вано занимался выращиванием винограда — вероятно, виноградники принадлежали князю Мачабели. Он также установил связи с тифлисскими торговцами и занимался сбытом продукции. У него было двое сыновей: Георгий и Бесо (Виссарион). Первый из них был убит в Кахетии бандитами, а второй (отец Сталина) переехал в Тифлис, где поступил работать на кожевенную фабрику Адельханова. Дата смерти неизвестна.